# Фінські військовополонені Другої світової війни
Фінські військовополонені Другої світової війни (фін. Suomalaiset sotavangit Neuvostoliitossa) — категорія військовослужбовців фінляндських збройних сил: армії, Повітряних сил, ВМС, що з тих чи інших обставин насильницькі або добровільно була взята в полон радянськими військами з 1939 до 1944 року, а після переходу Фінляндії на бік союзників — військами Третього Рейху за часи Другої світової війни. Радянською владою разом з фінськими військовополоненими іноді утримувалися цивільні фінські громадяни та радянські фіни, обвинувачені НКВС-НКДБ СРСР, тому цифри про кількість таких військовополонених можуть відрізнятися.

## Історія

### Зимова війна
Напередодні Зимової війни Радянський Союз заснував головний табір для фінських військовополонених у колишньому монастирі поблизу Грязовця у Вологодській області Росії. НКВС очікували, що війна призведе до значної кількості військовослужбовців Фінляндії, що будуть взяти у полон, отже планував дев'ять таборів для близько 25 000 чоловіків. Проте за всю Зимову війну було лише близько 900 фінських військовополонених, близько 600 з яких помістили в Грязівецький табір. Серед полонених було 2 шведських льотчика-добровольці. Інформація про умови утримання в'язнів досить суперечлива, але різні джерела однозначно стверджують, що серед в'язнів велася активна прорадянська агітація.
19 квітня 1940 року всі фінські полонені, які залишилися у Грязівецькому таборі — 577 чол. були відправлені на Батьківщину. Водночас 19 в'язнів вирішили залишитися в СРСР, а приблизно 13 осіб померли в полоні.

### Війна-продовження
Загальна кількість фінських військовополонених під час Війни-продовження (1941—1944) оцінюється від 2377 до 3500 осіб. Згідно з офіційною радянською статистикою, Фінляндія втратила 2377 людей військовополоненими, а їх смертність становила 17 %.
За даними російського історика Віктора Конасова, 2476 фінів було зареєстровано НКВС, з них 1972 перебували в таборах для військовополонених, причому більшість перебувала в таборі № 158 у Череповці Вологодської області та його підтаборах. З усіх узятих у полон 582 потрапили під час наступу Фінляндії в 1941 році, 506 — у 1942—1943 роках і 2313 — під час радянського наступу 1944 року.
Водночас, за оцінками фінських істориків, кількість ув'язнених становила близько 3500 осіб, з яких п'ятеро були жінками. Кількість загиблих оцінюють у 1500 осіб. Близько 2000 осіб повернулися додому. За оцінками, рівень смертності становив навіть 40 %. Результат значною мірою відрізняється від радянської статистики, де чиновники в основному перевіряли лише тих в'язнів, які вижили, щоб дістатися до табору. Фінські дослідження відслідковували людей та їхні долі. Найчастішими причинами смерті були голод, холод і важкі умови транспортування.
Висока смертність військовополонених мала об'єктивні причини, такі як величезні втрати території на початку війни та велика кількість військовополонених. Не вистачало їжі та медикаментів, і військовополоненим доводилося виконувати виснажливі обов'язки у трудових таборах. Крім того, медичне обслуговування було на дуже низькому рівні. Проте загалом поводження з фінськими військовополоненими було гуманним у воєнний час.